# Ferwerderadiel
Ferwerderadiel (niederländisch Ferwerderadeel) (anhörenⓘ) war eine Gemeinde in der niederländischen Provinz Friesland mit 8618 Einwohnern (Stand: 30. September 2018).
Die Gemeinde gebrauchte seit 1999 westfriesische Namen, wobei die niederländischen Namen nicht offiziell waren. Ferwerderadiel liegt am Wattenmeer und besitzt rund 10,1 Kilometer Küste. Der Verwaltungssitz der Gemeinde ist Ferwert (niederländisch Ferwerd).
Die restlichen Orte in der Gemeinde sind: Burdaard (Birdaard), Blije (Blija), Ginnum (Genum), Hallum, Hegebeintum (Hogebeintum), Jannum (Janum), Jislum, Lichtaard, Marrum, Reitsum und Wânswert (Wanswerd).

## Politik

### Fusion
Ferwerderadiel wurde zum 1. Januar 2019 mit Dongeradeel und Kollumerland en Nieuwkruisland zur neuen Gemeinde Noardeast-Fryslân zusammengeschlossen.

### Sitzverteilung im Gemeinderat
Die Kommunalwahlen vom 19. März 2014 ergaben folgende Sitzverteilung:
| Partei                          | Sitze | Sitze | Sitze | Sitze |
| Partei                          | 2002  | 2006  | 2010  | 2014  |
| ------------------------------- | ----- | ----- | ----- | ----- |
| CDA                             | 5     | 4     | 4     | 4     |
| FNP                             | 1     | 2     | 3     | 3     |
| Gemeentebelangen Ferwerderadeel | 3     | 2     | 2     | 3     |
| PvdA                            | 2     | 3     | 2     | 1     |
| ChristenUnie                    | 1     | 1     | 1     | 1     |
| VVD                             | 1     | 1     | 1     | 1     |
| Gesamt                          | 13    | 13    | 13    | 13    |

Aufgrund der Fusion zum 1. Januar 2019 fanden die Wahlen für den Rat der neuen Gemeinde Noardeast-Fryslân am 21. November 2018 statt.

### Bürgermeister
Von Januar 2001 bis zum Zeitpunkt der Gemeindeauflösung war Wil van den Berg (CDA) amtierender Bürgermeister der Gemeinde. Zu seinem Kollegium zählten die Beigeordneten Jelle de Vries (CDA), Jaap Hijma (FNP) sowie der Gemeindesekretär Jan Hofstede.

## Bilder

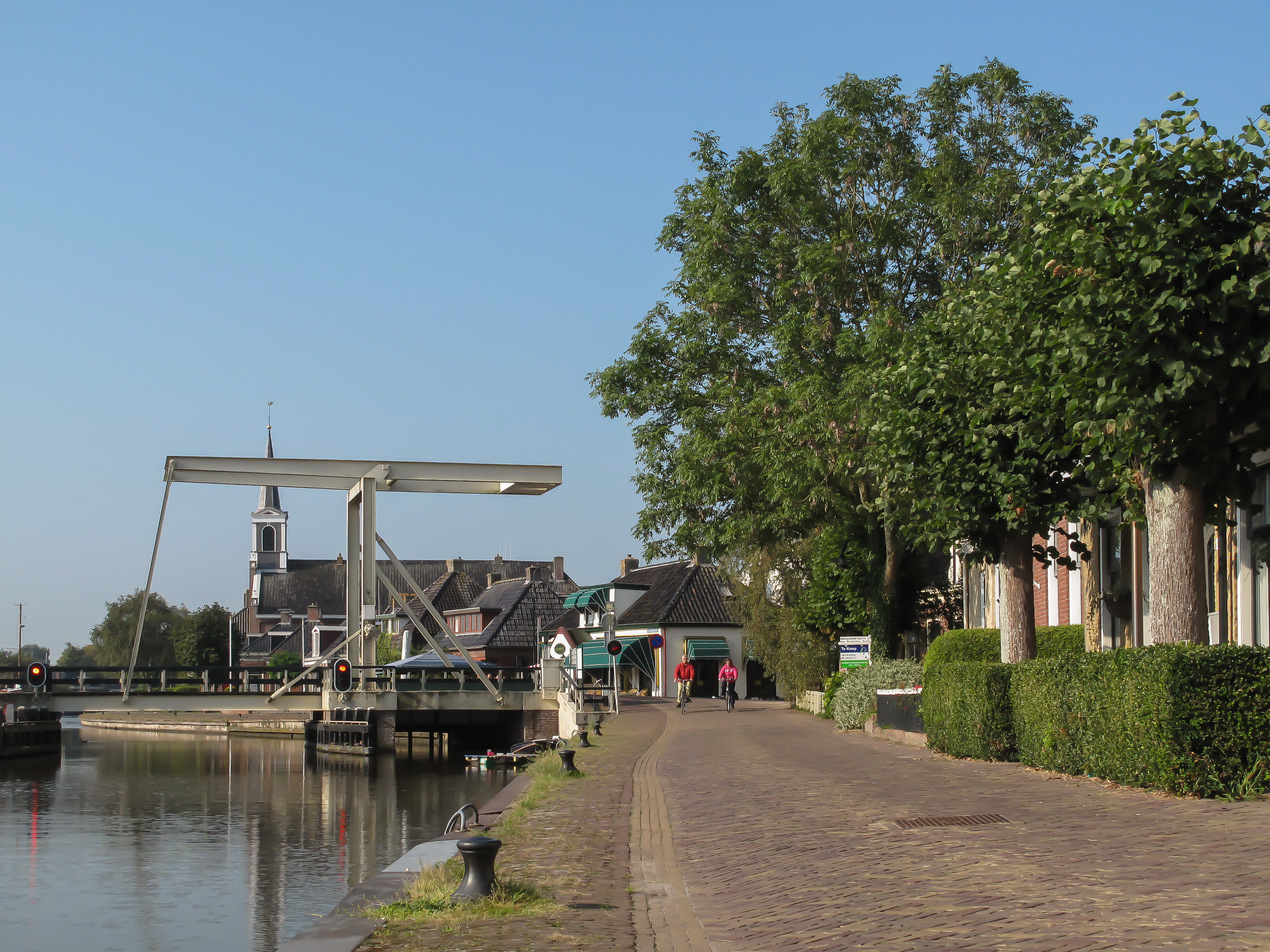
Birdaard, Zugbrücke mit Kirche
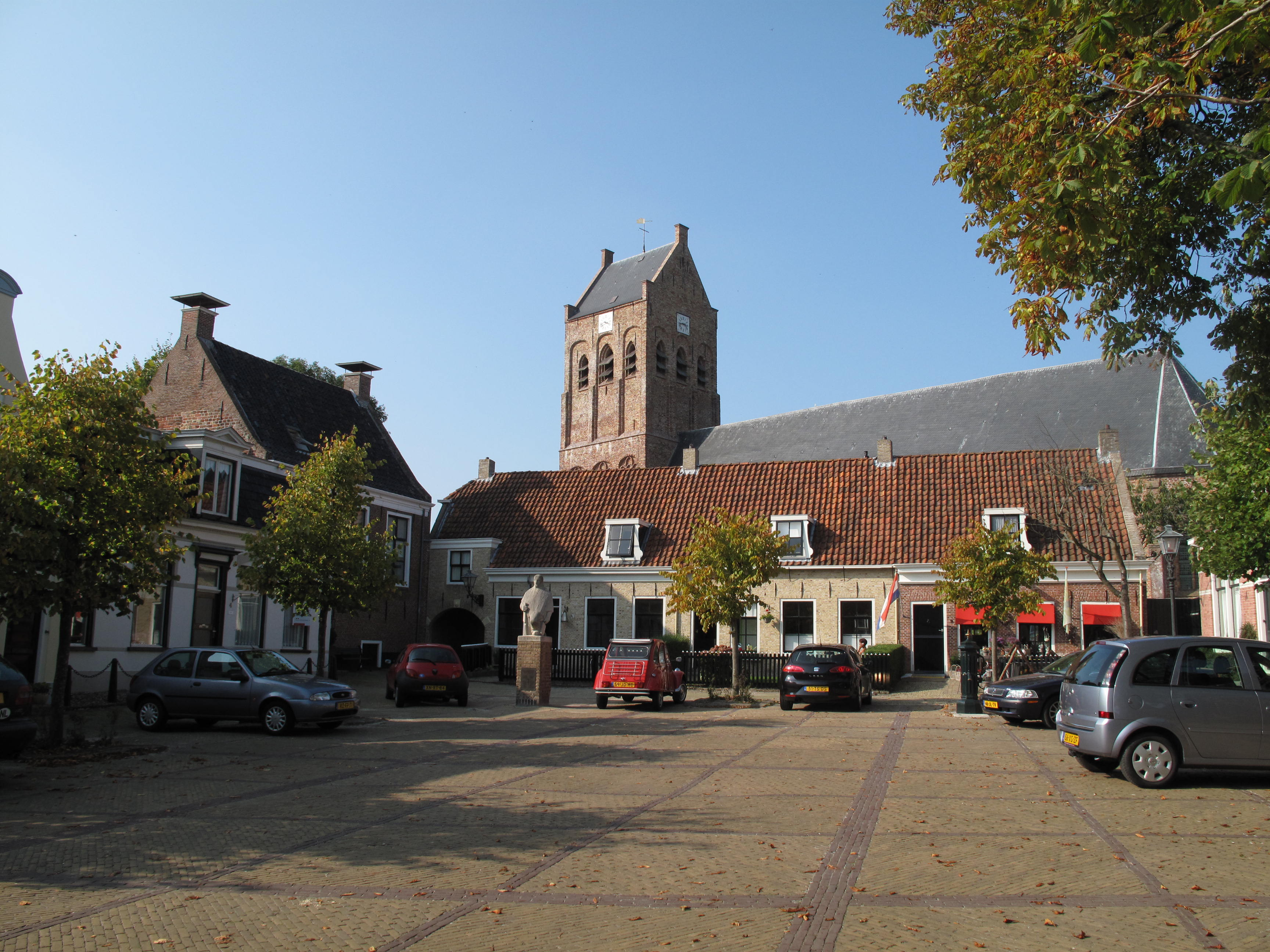
Ferwerd, Vrijhof und Kirche
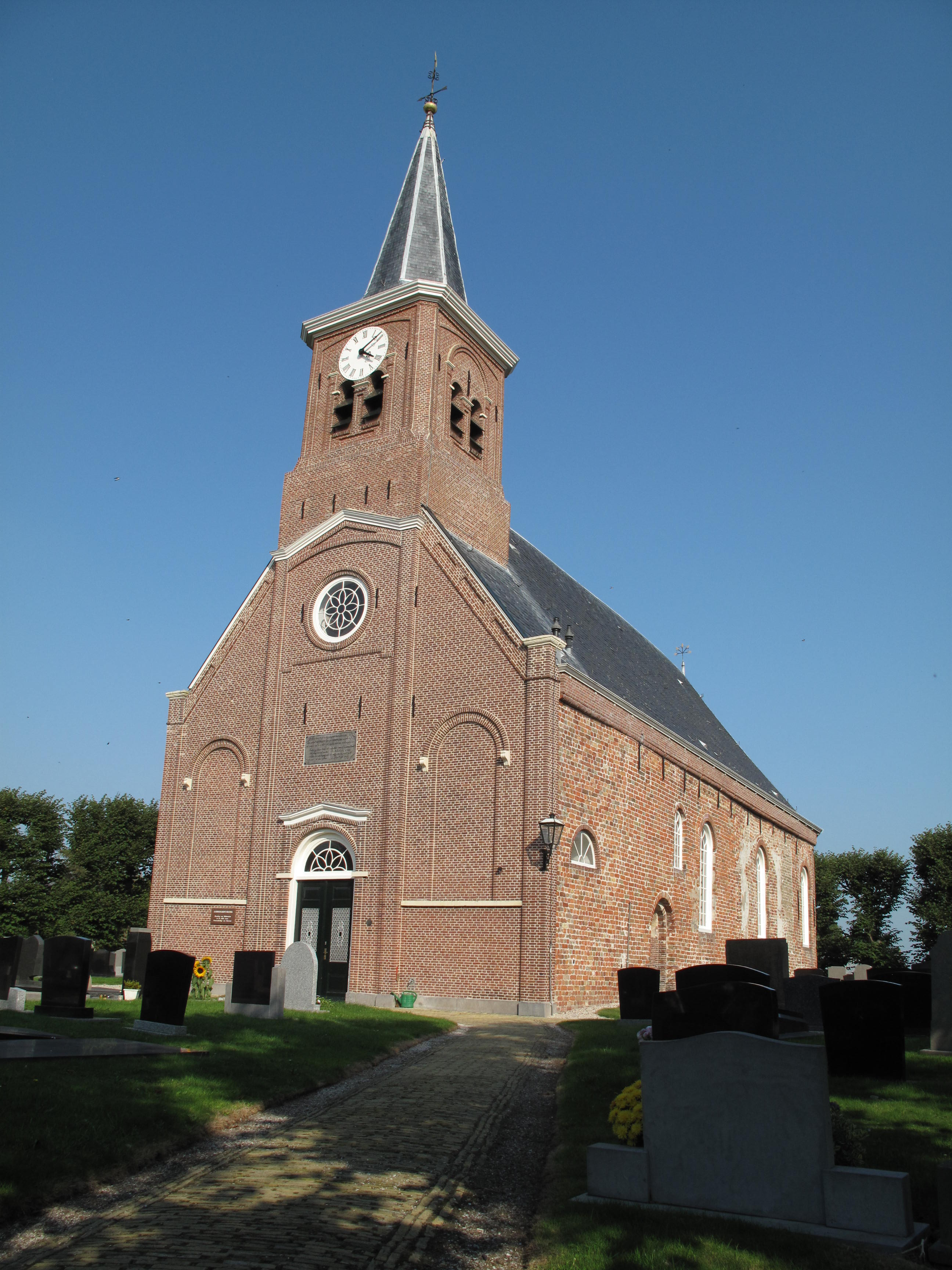
Marrum, Kirche
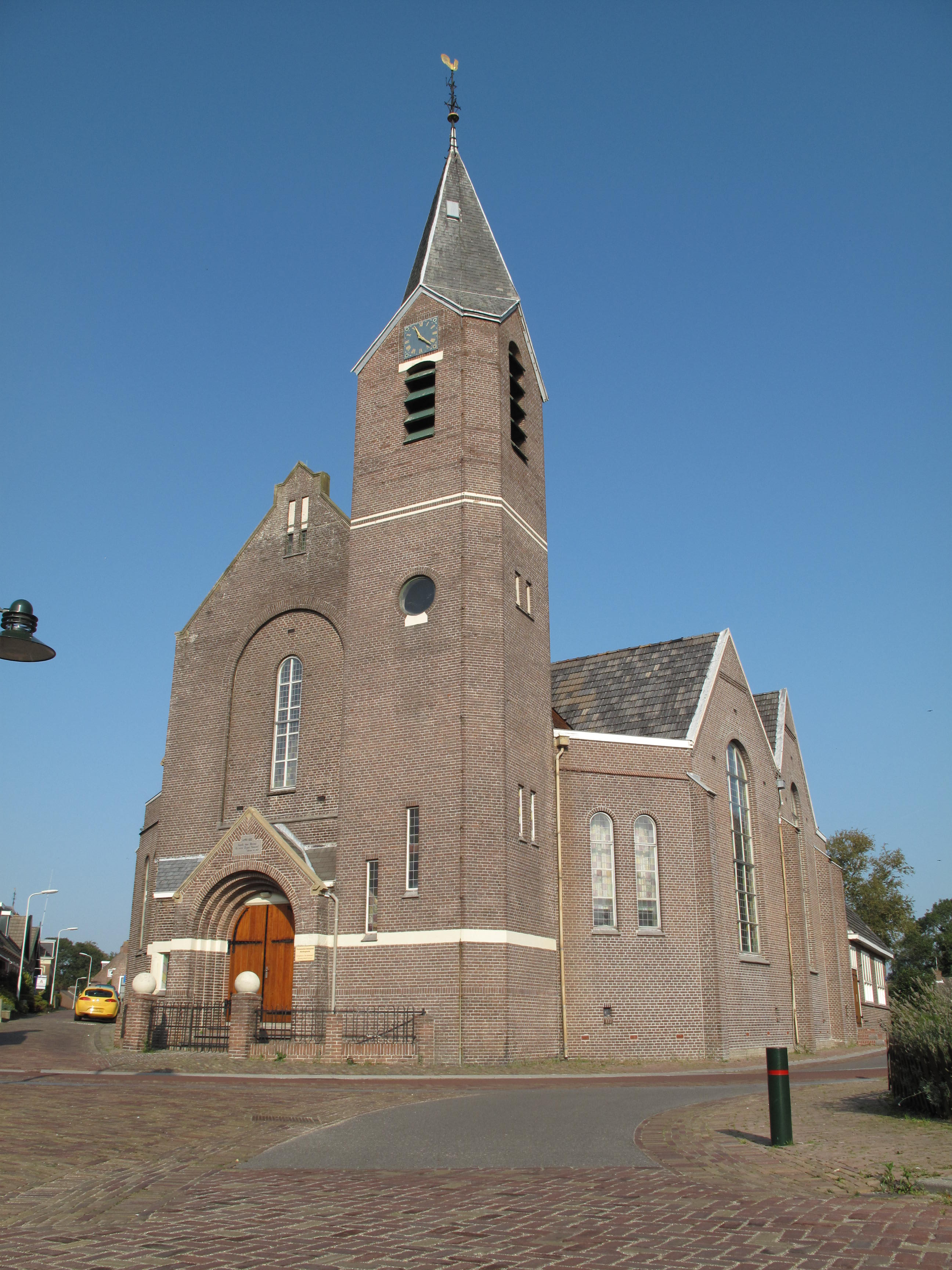
Hallum, Kirche